# Stosunki polsko-serbskie

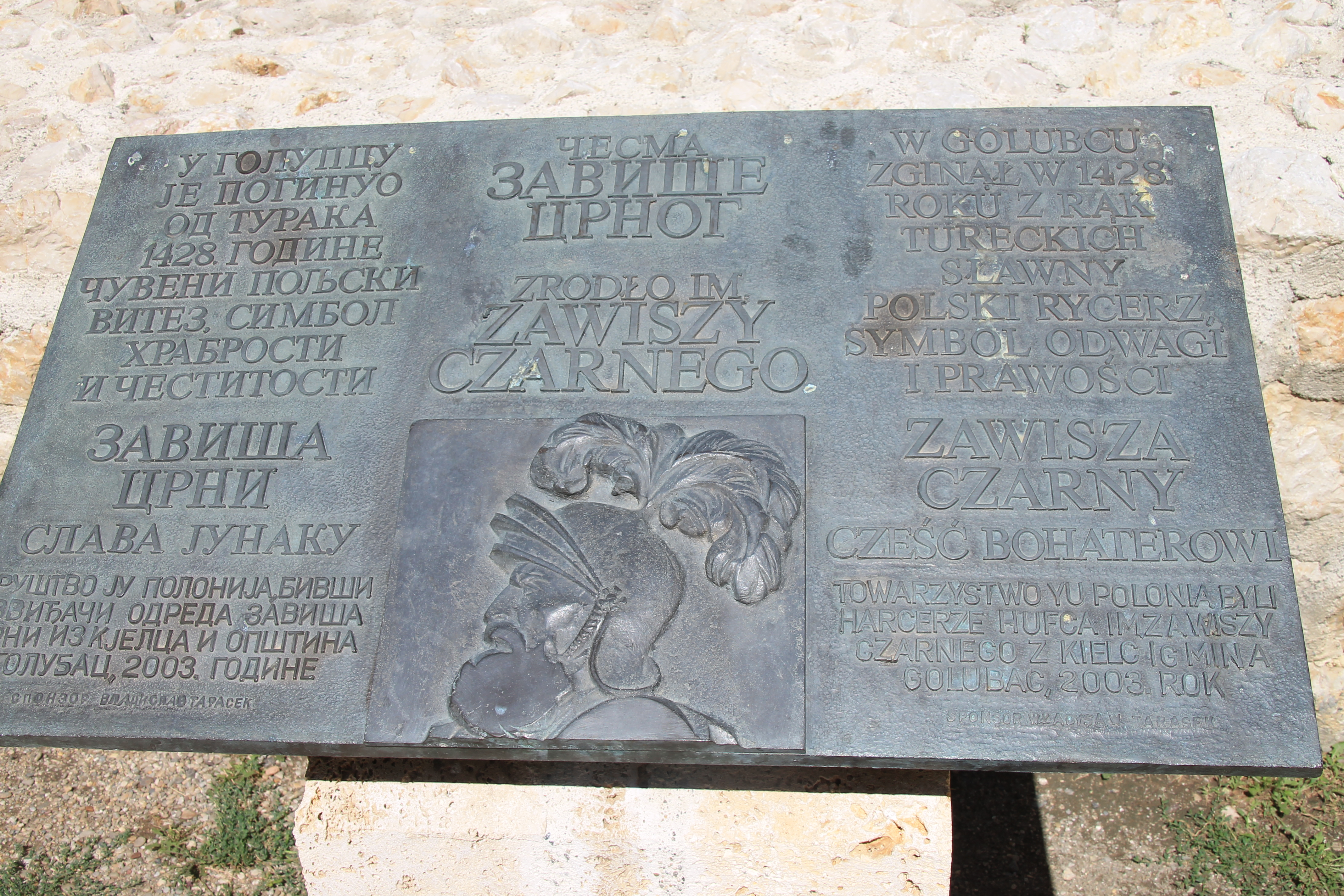
Tablica upamiętniająca miejsce śmierci Zawiszy Czarnego

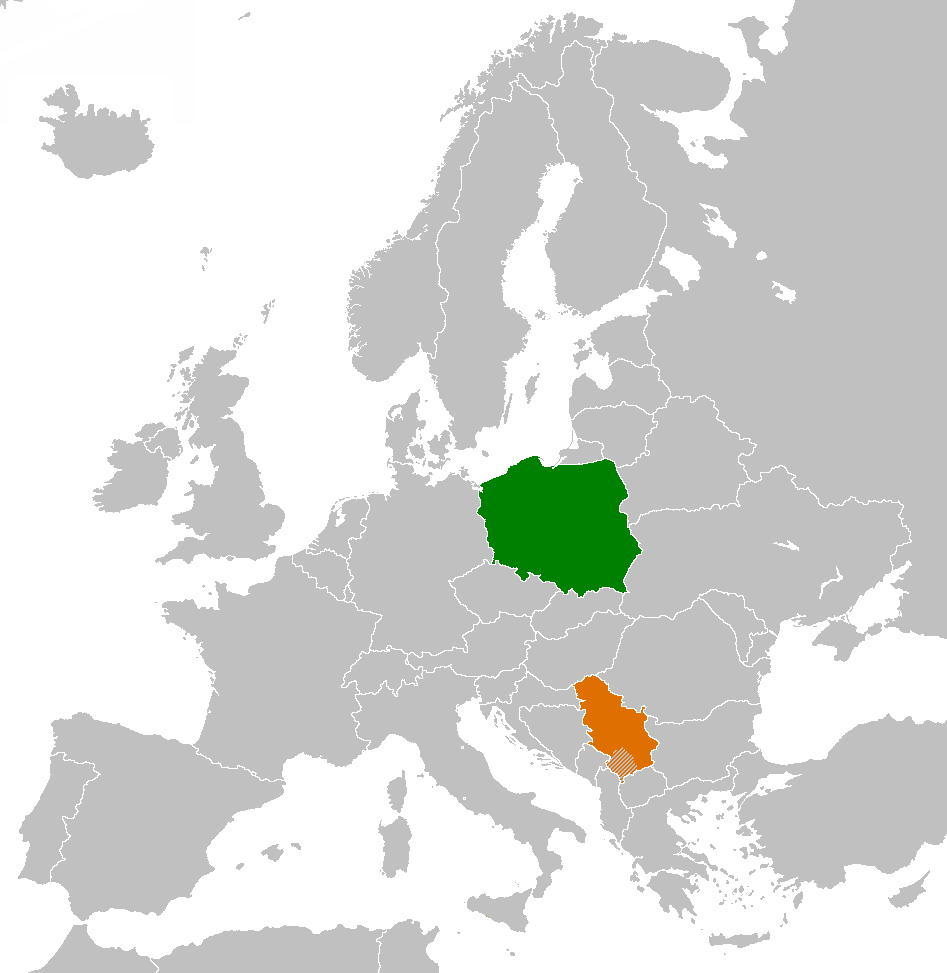
Położenie Polski (zielony) i Serbii (pomarańczowy) na mapie Europy

Stosunki polsko-serbskie – relacje międzynarodowe łączące Polskę i Serbię.
Historyczne stosunki między Królestwem Polskim a Serbią sięgają XV wieku i okresu podboju Bałkanów przez Turków osmańskich. W obronie Europy uczestniczyło m.in. rycerstwo polskie – świadczy o tym m.in. śmierć Zawiszy Czarnego upamiętniona tablicą na terenie Twierdzy Golubac. Również zmagania między wojskami Władysława Warneńczyka a Murada II dotyczyły m.in. losu terytoriów serbskich.
Formalnie relacje pomiędzy Rzecząpospolitą Polską a Serbią sięgają roku 1919, gdy doszło do nawiązania stosunków dyplomatycznych między odrodzoną po I wojnie światowej niepodległą Polską a nowym krajem na Bałkanach w postaci Królestwa Serbów, Chorwatów i Słoweńców. Współpraca dwustronna w dwudziestoleciu międzywojennym nie była intensywna, gdyż polski rząd utrzymywał w tym czasie dobre stosunku z Królestwem Węgier, zaś Królestwo SHS (od 1929 Królestwo Jugosławii) uczestniczyło w Małej Entencie, która była przeciwwagą dla węgierskich aspiracji terytorialnych. Współpraca nasiliła się w odmiennych warunkach geopolitycznych po II wojnie światowej – rząd PRL i rząd Jugosławii podpisały wówczas łącznie kilkadziesiąt różnych wspólnych dokumentów, na podstawie których zacieśniano wzajemne relacje. Proces rozpadu Jugosławii poskutkował chwilowym osłabieniem relacji dwustronnych. Polska w tym czasie koncentrowała się na akcesji do Wspólnot Europejskich oraz NATO, jednak uczestniczyła też w działaniach na rzecz stabilności i pokoju na Bałkanach. Ponadto wsparcia dla ludności cywilnej udzielała Polska Akcja Humanitarna. Od początku XXI wieku kolejne polskie rządy wspierały demokratyzację Serbii oraz jej starania o akcesję do Unii Europejskiej – wyrazem tego było m.in. przekazywanie doświadczeń z zakresu transformacji ustrojowej, integracji europejskiej oraz procesów pojednania.
Od 16 maja 2012 współpracę gospodarczą między obydwoma krajami reguluje Umowa między Rządem Rzeczypospolitej Polskiej a Rządem Republiki Serbii o współpracy gospodarczej. Na podstawie przepisów tej umowy funkcjonuje m.in. Wspólna Komisja ds. Współpracy Gospodarczej. Od 10 września 2014 obowiązuje Umowa między Rządem Rzeczypospolitej Polskiej a Rządem Republiki Serbii o współpracy w dziedzinie kultury, edukacji i nauki. Przykładem współpracy na polu kultury jest organizacja międzynarodowego festiwalu muzycznego Belgrade Chopin Fest w serbskiej stolicy.
Obydwa państwa utrzymują swoje ambasady – w Belgradzie działa Ambasada Rzeczypospolitej Polskiej, zaś w Warszawie Ambasada Republiki Serbii. Od 2018 Polska uczestniczy w Procesie Berlińskim, czyli inicjatywie współpracy regionalnej Bałkanów Zachodnich związanej z rozszerzeniem Unii Europejskiej. W Sejmie IX kadencji od 29 września 2021 działa Polsko-Serbska Grupa Parlamentarna.